# DigiKam
DigiKam és una aplicació per a importar, editar i gestionar fotografies digitals que permet organitzar i analitzar biblioteques d'imatges. Elaborat amb Qt, forma part de KDE, és multiplataforma i de codi obert.

## Característiques
És multiplataforma, disponible per a Windows, MacOs i Linux. Compatible amb tots els formats d'imatge més habituals. Permet organitzar col·leccions d'imatges mitjançant carpetes, per data o amb Tags (etiquetes). Amb els plugins incorporats permet exportar àlbums a 23hq, Facebook, Flickr, Gallery2, Google Earth, SmugMug, Piwigo, Simpleviewer, gravar-los en un CD o crear galeries web. Ofereix diverses opcions d'edició d'imatges de metadades i geodades, essent una eina ràpida per a la publicació de fotografies. També pot realitzar edicions simples de les fotografies; importar vídeos sense processar i ofereix la possibilitat d'augmentar les seves funcionalitats.

## Història
En la versió 7.0 es va introduir el reconeixement de rostres, inclús d'animals.
La versió 8.0 fou elaborada amb Qt 6, donant encara compatibilitat a Qt 5. Incorporà un nou sistema de reconeixement òptic de caràcters (OCR).
La versió 8.3 afegía la classificació d'imatges mitjançant una xarxa neuronal d'aprenentatge profund.

### Premis rebuts
DigiKam ha rebut els premis del lector 'TUX' de la revista Tux Magazine de les edicions 2005, 2008 i 2010 en la categoria de millor eina de gestió de fotografies digitals.